# Metasolpuga picta
Genre
Espèce
Synonymes
- Solpuga picta Kraepelin, 1899
- Solpuga nigrobraccata Purcell, 1899

Metasolpuga picta, unique représentant du genre Metasolpuga, est une espèce de solifuges de la famille des Solpugidae.

## Distribution
Cette espèce est endémique de Namibie.

## Description
La femelle décrite par Roewer en 1934 mesure 19 mm.

## Publications originales
- Kraepelin, 1899 : Zur systematik der Solifugen. Mitteilungen aus dem Naturhistorischen Museum in Hamburg, vol. 16, p. 197-259 (texte intégral) (de).
- Roewer, 1934 : Solifuga, Palpigrada. Dr. H.G. Bronn's Klassen und Ordnungen des Thier-Reichs, wissenschaftlich dargestellt in Wort und Bild. Akademische Verlagsgesellschaft M. B. H., Leipzig. Fünfter Band: Arthropoda; IV. Abeitlung: Arachnoidea und kleinere ihnen nahegestellte Arthropodengruppen, vol. 4, p. 1-723 (texte intégral) (de).